# Finale del campionato NFL 1947
La finale del campionato NFL 1947 è stata la 15ª del campionato della NFL. La gara si disputò tra i Chicago Cardinals, campioni della Western Division, e Philadelphia Eagles, vincitori della Eastern Division. Gli Eagles una settimana prima avevano battuto i Pittsburgh Steelers 21–0 in una gara per determinare il vincitore della division. Sia gli Eagles che i Cardinals erano alla prima apparizione in finale.
I Cardinals (in seguito trasferitisi a St. Louis e ora in Arizona) non hanno più vinto un titolo da allora: questa striscia negativa di 67 anni è la più lunga della NFL.

## Marcature
- CHI Trippi su corsa da 44 yard (extra point trasformato da Harder) 7–0 CHI
- CHI Angsman su corsa da 70 yard (extra point trasformato da Harder) 14–0 CHI
- PHI McHugh su passaggio da 53 yard di Thompson (extra point trasformato da Patton) 14–7 CHI
- CHI Trippi su ritorno di punt da 75 yard (extra point trasformato da Harder) 21–7 CHI
- PHI Van Buren su corsa da 1 yard (extra point trasformato da Patton) 21–14 CHI
- CHI Angsman su corsa da 70 yard (extra point trasformato da Harder) 28–14 CHI
- PHI Craft su corsa da 1 yard (extra point trasformato da Patton) 28–21 CHI